# Samorn Kieng
Samorn Kieng, född 4 mars 1983, är en friidrottare från Kambodja. Han deltog vid olympiska sommarspelen 2012.